# Oseček
Oseček je obec v okrese Nymburk ve Středočeském kraji. Leží asi pět kilometrů jihovýchodně od města Poděbrady. Žije zde 173 obyvatel.

## Historie
První písemná zmínka o obci pochází z roku 1227. V roce 2006 byl obnoven zdejší přívoz přes Labe, jehož provoz byl předtím v roce 1978 po jednom a půl století přerušen.

## Přírodní poměry
Severozápadním směrem od vesnice se nachází přírodní památka Písečný přesyp u Osečka a do jihovýchodního cípu katastrálního území obce zasahuje malá část národní přírodní rezervace Libický luh.

## Obyvatelstvo
| Rok            | 1869 | 1880 | 1890 | 1900 | 1910 | 1921 | 1930 | 1950 | 1961 | 1970 | 1980 | 1991 | 2001 | 2011 | 2021 |
| -------------- | ---- | ---- | ---- | ---- | ---- | ---- | ---- | ---- | ---- | ---- | ---- | ---- | ---- | ---- | ---- |
| Počet obyvatel | 250  | 317  | 299  | 286  | 322  | 332  | 305  | 262  | 255  | 236  | 161  | 125  | 110  | 143  | 174  |
| Počet domů     | 41   | 45   | 43   | 48   | 61   | 67   | 73   | 111  | 78   | 74   | 64   | 76   | 79   | 84   | 90   |

## Obecní správa

### Územněsprávní začlenění
Dějiny územněsprávního začleňování zahrnují období od roku 1850 do současnosti. V chronologickém přehledu je uvedena územně administrativní příslušnost obce v roce, kdy ke změně došlo:
- 1850 země česká, kraj Jičín, politický i soudní okres Poděbrady[6]
- 1855 země česká, kraj Čáslav, soudní okres Poděbrady
- 1868 země česká, politický i soudní okres Poděbrady
- 1939 země česká, Oberlandrat Kolín, politický i soudní okres Poděbrady[7]
- 1942 země česká, Oberlandrat Hradec Králové, politický okres Nymburk, soudní okres Poděbrady[8]
- 1945 země česká, správní i soudní okres Poděbrady[9]
- 1949 Pražský kraj, okres Poděbrady[10]
- 1960 Středočeský kraj, okres Nymburk
- k 1. lednu 1980 Středočeský kraj, okres Nymburk, obec Pňov-Předhradí[11]
- k 1. lednu 1992 Středočeský kraj, okres Nymburk[11]
- 2003 Středočeský kraj, okres Nymburk, obec s rozšířenou působností Poděbrady

### Obecní symboly
Znak a vlajka byly obci uděleny rozhodnutím předsedy Poslanecké sněmovny Parlamentu České republiky dne 5. října 2004.

## Doprava
Dopravní síť
- Pozemní komunikace – Obcí prochází silnice I/38 Kolín - Nymburk - Mladá Boleslav, okrajem území obce vede dálnice D11 mezi exity 39 (Poděbrady-jih) a 42 (Poděbrady -východ).

- Železnice – Železniční trať ani stanice na území obce nejsou.

Veřejná doprava 2011
- Autobusová doprava – V obci měly zastávky autobusové linky 678 v trase Pečky, žel. st. - Dobřichov - Cerhenice - Sokoleč - Oseček - Poděbrady, žel. st. a 679 v trase Kolín, nádraží - Velim, škola - Pňov-Předhradí, Pňov - Oseček - Pňov-Předhradí, Předhradí - Sokoleč - Poděbrady, žel. st.

## Galerie

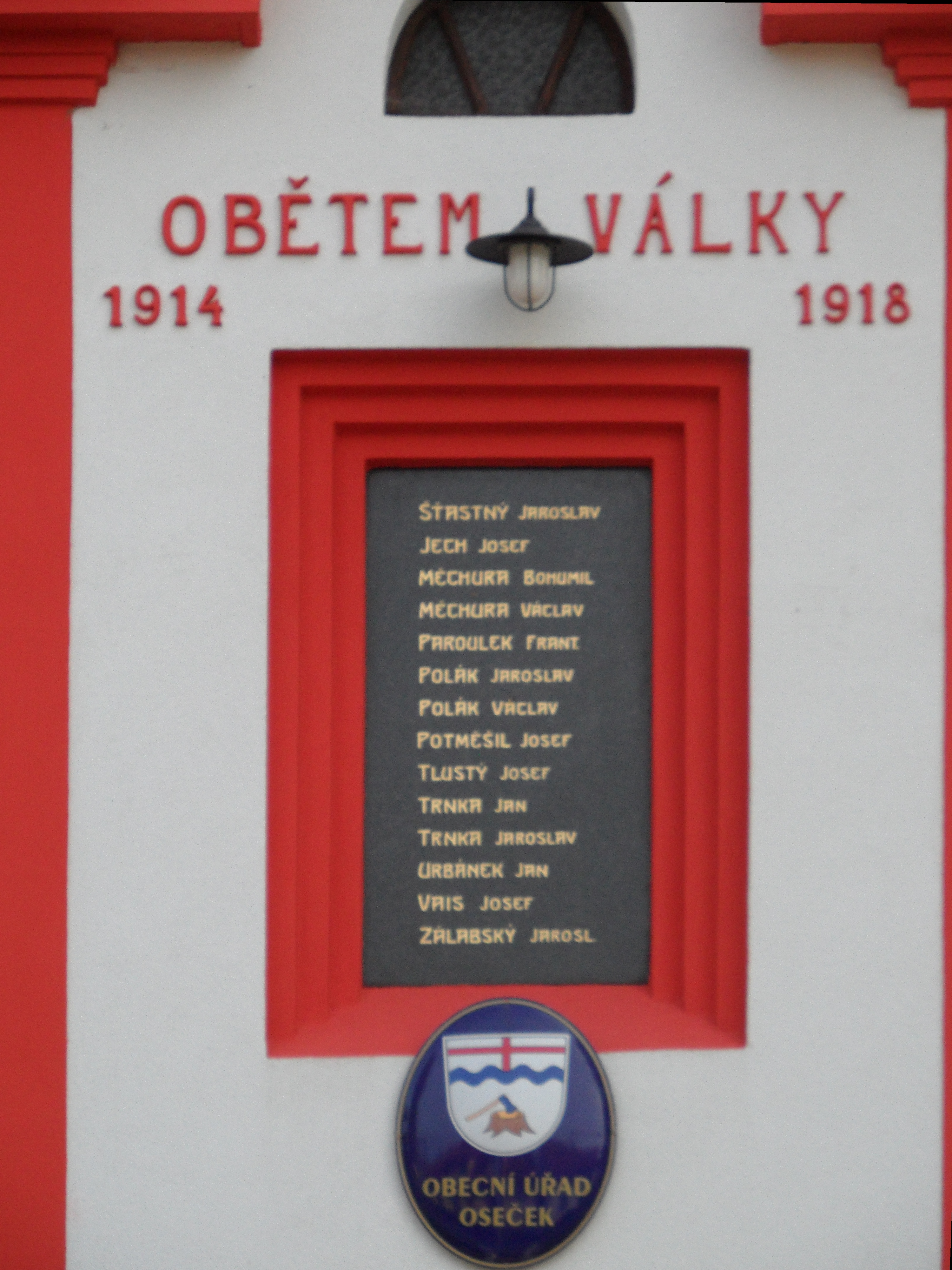
Pamětní deska obětem 1. světové války
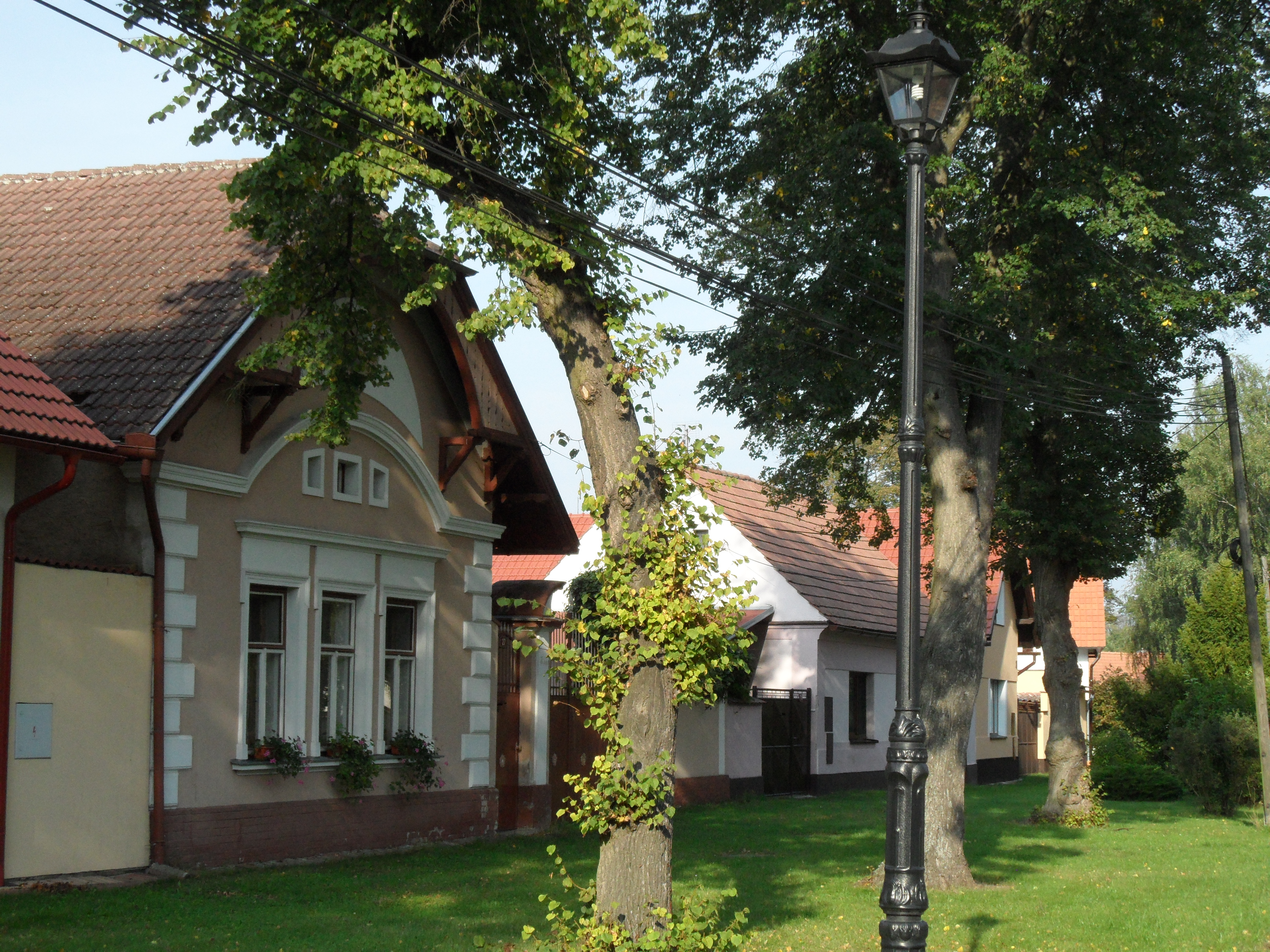
Domy v ulici vedoucí k přívozu
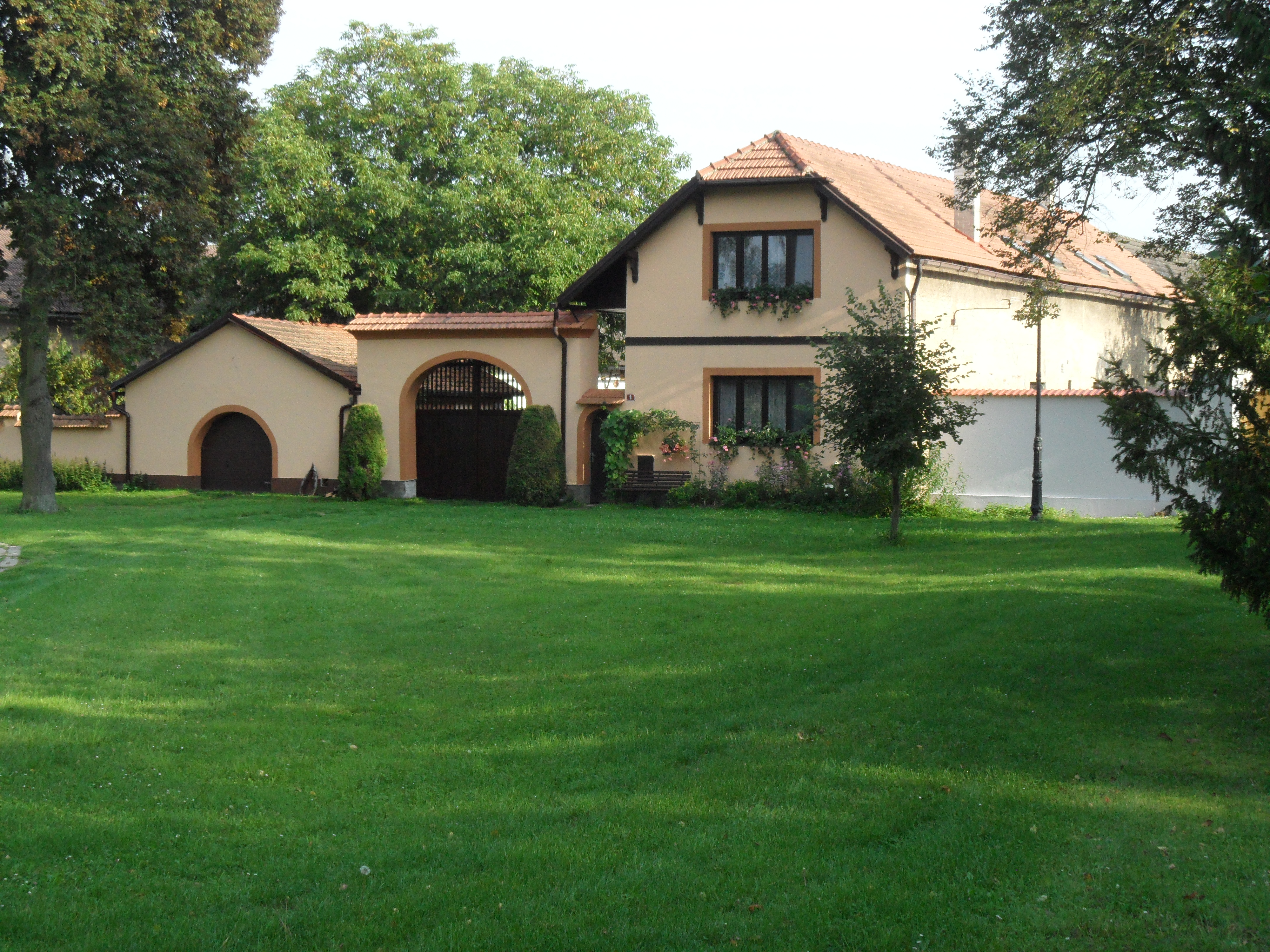
Dům s bránou
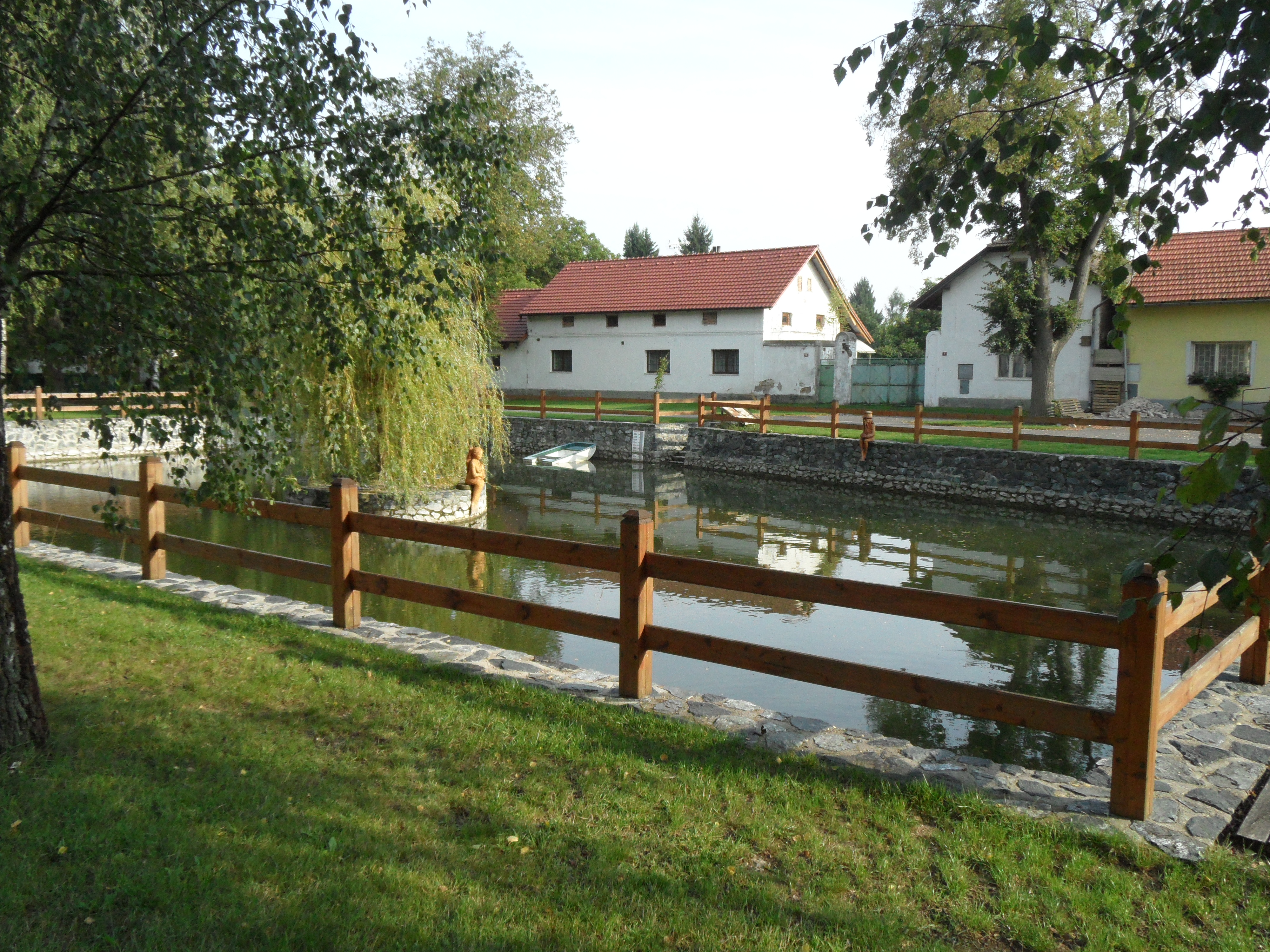
Rybníček
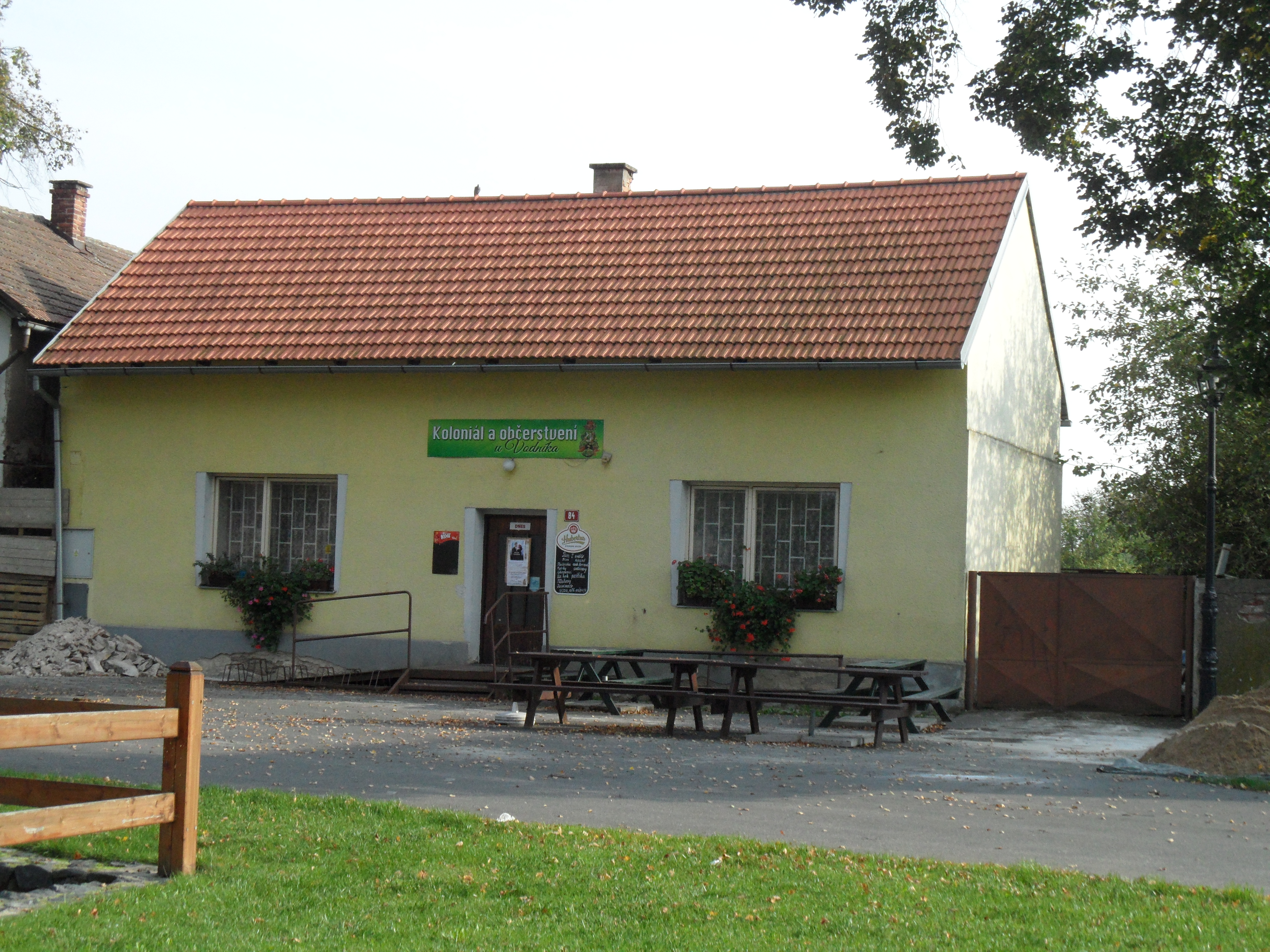
Koloniál a občerstvení U Vodníka
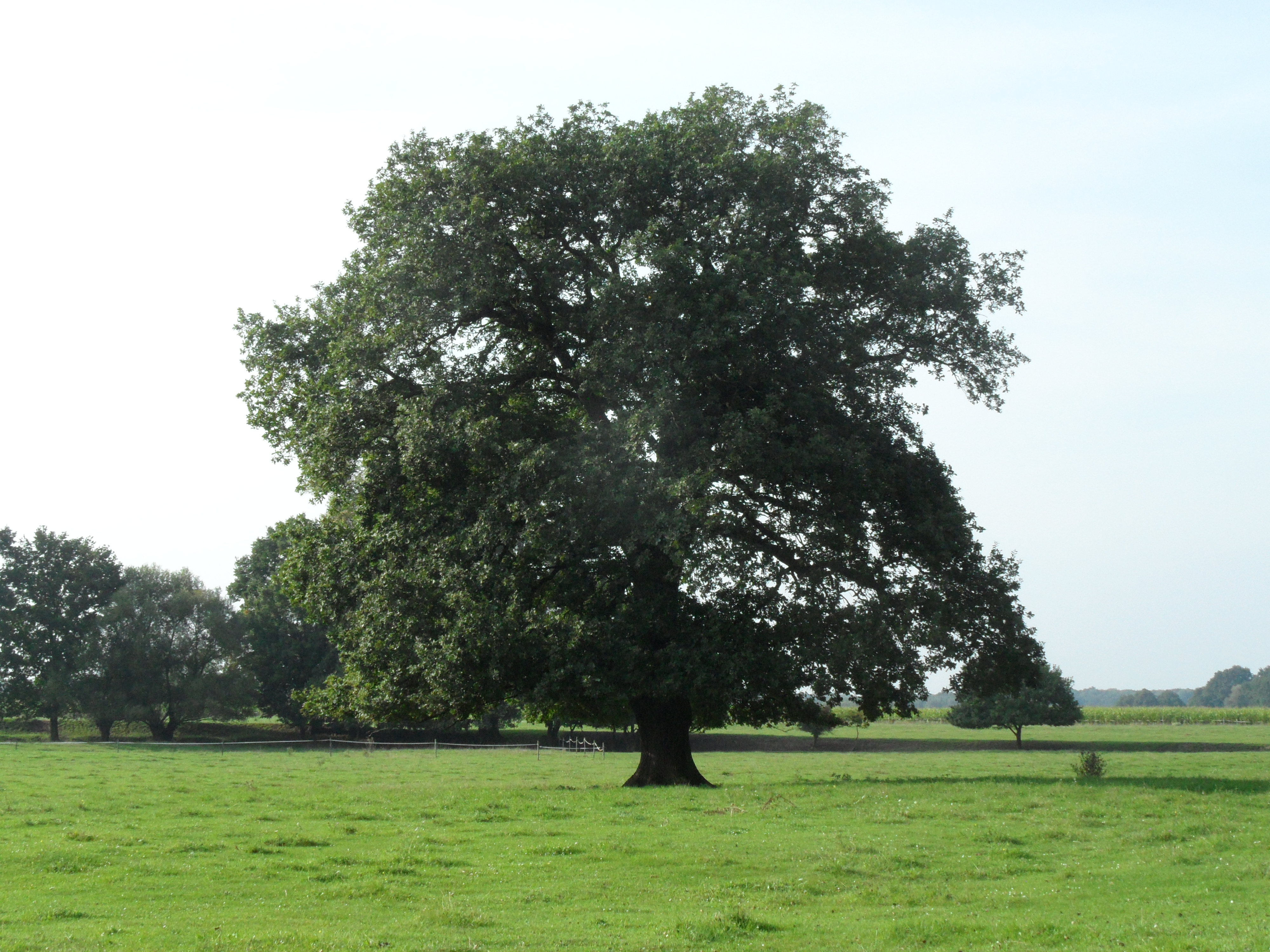
Památný strom dub letní